# 莫夕亞主教座堂
莫夕亞聖母主教座堂（西班牙語：Iglesia Catedral de Santa María en Murcia），通稱莫夕亞主教座堂（西班牙語：Catedral de Murcia），是位在西班牙莫夕亞的教堂。建於1394年到1465年，是天主教卡塔赫納教區唯一的主教座堂。

## 概要

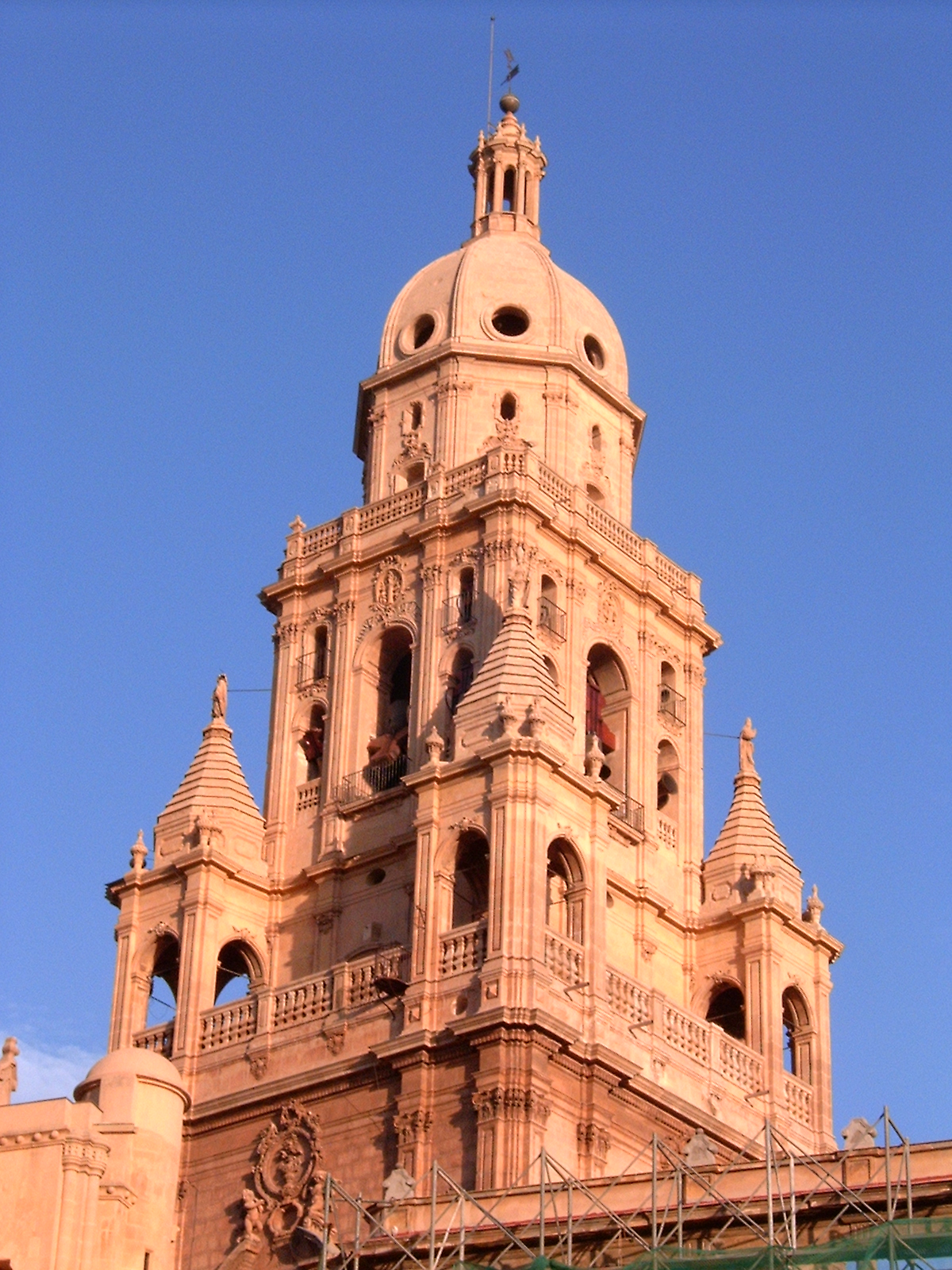
鐘塔

內部是哥特式，外觀是巴洛克式的建築。鐘塔在1792年完成，顯示多種風格的混合，底部兩層是文藝復興風格，第三層是巴洛克式，穹頂受到洛可可和新古典主義的影響。正立面是西班牙巴洛克風格。

## 外部連結
- 莫夕亞主教座堂 （页面存档备份，存于）